# Kanton Beuvry
Kanton Beuvry (francouzsky Canton de Beuvry) je francouzský kanton v departementu Pas-de-Calais v regionu Hauts-de-France. Tvoří ho 13 obcí. Zřízen byl v roce 2015.

## Obce kantonu
- Beuvry
- La Couture
- Essars
- Fleurbaix
- Hinges
- Laventie
- Locon
- Neuve-Chapelle
- Richebourg
- Sailly-sur-la-Lys
- Verquigneul
- Verquin
- Vieille-Chapelle